# Splashpower
Splashpower Ltd. es una empresa del Reino Unido fundada en 2001. Desarrolla soluciones para recarga inalámbrica de dispositivos portátiles, como teléfonos móviles, PDAs, reproductores MP3 y cámaras. Su sistema funciona mediante inducción electromagnética, añadiendo un bucle de inducción de posición libre (en el cojín) al bucle de inducción fija convencional del enchufe (utilizado para cambiar entre AC y DC).